# ويلسون هيريديا
ويلسون هيريديا (بالإنجليزية: Wilson Heredia)‏ هو لاعب كرة قاعدة دومينيكاوي، ولد في 30 مارس 1972 في محافظة لا رومانا في جمهورية الدومينيكان.

## وصلات خارجية
- ويلسون هيريديا على موقع دوري كرة القاعدة الرئيسي (الإنجليزية)
- ويلسون هيريديا على موقعبيزبول رفرنس.كوم (الدوري الرئيسي) (الإنجليزية)
- ويلسون هيريديا على موقعبيزبول رفرنس.كوم (الدوري الثانوي) (الإنجليزية)